# 장화방역
장화방역(중국어: 张华浜站)은 상하이시 바오산구 장화방 이셴로 창장로 길목 이북에 위치한 상하이 지하철 3호선의 고가역이다.

## 역 구조
| 2층 | 상대식 승강장, 오른쪽 출입문이 열림 | 상대식 승강장, 오른쪽 출입문이 열림          |
| 2층 | ←                                   | ■3호선 상하이 남역 방면 (송파루)             |
| 2층 | →                                   | ■3호선 장양베이루 방면 (송빈루)              |
| 2층 | 상대식 승강장, 오른쪽 출입문이 열림 |                                              |
| 1층 | 대합실                              | 1출구, 개집표기, 자동매표기, 유인 안내데스크 |

## 출구
|          |                                          |      |  |
| 출구     | 출구 인근                                | 사진 |  |
| 1번 출구 | 이셴로(逸仙路) 서측, 안다로(安达路) 남측 |      |  |

## 연결 가능한 버스 교통
51、, 51구간, 90, 116, 159, 160, 302, 322, 726, 728, 813, 849, 851, 952